# Bolbosoma physeteris
Bolbosoma physeteris är en hakmaskart som beskrevs av Ivan Alekseevich Gubanov 1952. Bolbosoma physeteris ingår i släktet Bolbosoma och familjen Polymorphidae. Inga underarter finns listade i Catalogue of Life.